# 多重劣調和函数
数学において多重劣調和函数（たじゅうれつちょうわかんすう、英: plurisubharmonic function）は、複素解析において用いられるある重要な函数のクラスを形成する。しばしば psh、plsh あるいは plush 函数と略される。ケーラー多様体上で、多重劣調和函数は劣調和函数の部分集合を形成する。しかし、（リーマン多様体上で定義される）劣調和函数とは異なり、多重劣調和函数は複素解析空間上で完全な一般性をもって定義される。

## 正式な定義
定義域が {\displaystyle G\subset {\mathbb {C} }^{n}} であるような函数
{\displaystyle f\colon G\to {\mathbb {R} }\cup \{-\infty \},}
が多重劣調和的（plurisubharmonic）であるとは、それが上半連続であり、すべての複素直線
{\displaystyle \{a+bz\mid z\in {\mathbb {C} }\}\subset {\mathbb {C} }^{n}}, {\displaystyle a,b\in {\mathbb {C} }^{n}}
に対して函数 {\displaystyle z\mapsto f(a+bz)} が次の集合上で劣調和的であることを言う：
{\displaystyle \{z\in {\mathbb {C} }\mid a+bz\in G\}.}
完全な一般性をもって、この概念は任意の複素多様体や複素解析空間 {\displaystyle X} でも次のように定義できる。ある上半連続函数
{\displaystyle f\colon X\to {\mathbb {R} }\cup \{-\infty \}}
が多重劣調和的であるための必要十分条件は、任意の正則写像 {\displaystyle \varphi \colon \Delta \to X} に対して函数
{\displaystyle f\circ \varphi \colon \Delta \to {\mathbb {R} }\cup \{-\infty \}}
が劣調和的であることを言う。ここで {\displaystyle \Delta \subset {\mathbb {C} }} は単位円板を表す。

### 可微分多重劣調和函数
{\displaystyle f} が（微分可能性の）クラス {\displaystyle C^{2}} に属するとき、{\displaystyle f} が多重劣調和的であるための必要十分条件は、成分が
{\displaystyle \lambda _{ij}={\frac {\partial ^{2}f}{\partial z_{i}\partial {\bar {z}}_{j}}}}
で与えられる、{\displaystyle f} のレヴィ行列としてよく知られている半正定値なエルミート行列である。同値ではあるが、{\displaystyle C^{2}}-函数 f が多重劣調和的であるための必要十分条件は、{\displaystyle {\sqrt {-1}}\partial {\bar {\partial }}f} が正 (1,1)-形式であることである。

## 例
ケーラー多様体との関係: n-次元複素ユークリッド空間 {\displaystyle \mathbb {C} ^{n}} 上で {\displaystyle f(z)=|z|^{2}}  は多重劣調和函数である。実際、{\displaystyle {\sqrt {-1}}\partial {\overline {\partial }}f}  は、定数倍を除き {\displaystyle \mathbb {C} ^{n}}  の上の標準ケーラー形式に等しい。さらに一般的には、{\displaystyle g} が、あるケーラー形式 {\displaystyle \omega } に対し、
{\displaystyle {\sqrt {-1}}\partial {\overline {\partial }}g=\omega }
を満たすと、{\displaystyle g} は多重劣調和函数であり、これはケーラーポテンシャルと呼ばれる。
ディラックのデルタとの関係: 1-次元複素ユークリッド空間 {\displaystyle \mathbb {C} ^{1}} 上で、{\displaystyle u(z)=\log(z)} は多重劣調和函数である。{\displaystyle f} がコンパクトな台を持つ C∞-級函数とすると、コーシーの積分公式 からは、
{\displaystyle f(0)=-{\frac {\sqrt {-1}}{2\pi }}\int _{C}{\frac {\partial f}{\partial {\bar {z}}}}{\frac {dzd{\bar {z}}}{z}}}
であることが分かり、これを次の形に変形することができる。
{\displaystyle {\frac {\sqrt {-1}}{\pi }}\partial {\overline {\partial }}\log |z|=dd^{c}\log |z|}.
これは、ほかならぬ、原点 0　でのディラック測度である。
その他の例
- {\displaystyle f} をある開集合上の解析函数とするとき、{\displaystyle \log |f|} はその開集合上の多重劣調和函数である。
- 凸函数は多重劣調和である。
- {\displaystyle \Omega } を正則領域とするとき、{\displaystyle -\log(dist(z,\Omega ^{c}))} は多重劣調和である。
- 調和函数は必ずしも多重劣調和ではない。

## 歴史
多重劣調和函数は、1942年に岡潔とピエール・ルロンによって定義された。

## 背景

### レヴィの条件
φ
を
2次元の複素数空間
C2
上の実数値関数とし、φ < 0
で定義される領域
Δ
が有界領域であったとする。
エウジェーニオ・エリア・レヴィは
Δ
が擬凸状であるためには
L(φ)
を
{\displaystyle \scriptstyle {\begin{aligned}L(\varphi )&=\left({\frac {\partial ^{2}\varphi }{\partial x_{1}^{2}}}+{\frac {\partial ^{2}\varphi }{\partial x_{2}^{2}}}\right)\left[\left({\frac {\partial \varphi }{\partial y_{1}}}\right)^{2}+\left({\frac {\partial \varphi }{\partial y_{2}}}\right)^{2}\right]+\left({\frac {\partial ^{2}\varphi }{\partial y_{1}^{2}}}+{\frac {\partial ^{2}\varphi }{\partial y_{2}^{2}}}\right)\left[\left({\frac {\partial \varphi }{\partial x_{1}}}\right)^{2}+\left({\frac {\partial \varphi }{\partial x_{2}}}\right)^{2}\right]\\\\&-2\left({\frac {\partial ^{2}\varphi }{\partial x_{1}\partial y_{1}}}+{\frac {\partial ^{2}\varphi }{\partial x_{2}\partial y_{2}}}\right)\left({\frac {\partial \varphi }{\partial x_{1}}}{\frac {\partial \varphi }{\partial y_{1}}}+{\frac {\partial \varphi }{\partial x_{2}}}{\frac {\partial \varphi }{\partial y_{2}}}\right)-2\left({\frac {\partial ^{2}\varphi }{\partial x_{1}\partial y_{2}}}-{\frac {\partial ^{2}\varphi }{\partial x_{2}\partial y_{1}}}\right)\left({\frac {\partial \varphi }{\partial x_{1}}}{\frac {\partial \varphi }{\partial y_{2}}}-{\frac {\partial \varphi }{\partial x_{2}}}{\frac {\partial \varphi }{\partial y_{1}}}\right)\end{aligned}}}
で定義したとき
Δ
の境界で
L(φ) ≧ 0
となることが必要であることを示した。
この
L
は、L(φ1) > 0
かつ
L(φ2) > 0
であったとしても
L(φ1 + φ2) > 0
となるとは限らない。この不便さを取り除くため、岡は同じような役割を演ずる函数であって和に関して不変であるようなものを探した。

### ハルトークスの正則半径
D
を
C2
の擬凸状領域とする。x
と
y
を
C2
の座標とし、複素数
ξ
に対して
x = ξ
で定義される解析直線による
D
の切り口を
D(ξ)
と表す。Ry(x)
を、複素平面における
y
と
D(x)
の境界との距離とする。この函数はハルトークスの正則半径に相当する。ハルトークスは
{\displaystyle -\log R_{y}(x)}
が
x
に関して劣調和な函数であることを示した。
岡は、この函数がすべての解析直線上で劣調和函数になることを証明した。これは一つの発見であった。ここから多重劣調和函数の概念は誕生した。

## 性質
- 多重劣調和函数の集合は、半連続函数のベクトル空間において凸錐を形成する。すなわち、次が成立する。
  - {\displaystyle f} が多重劣調和函数で {\displaystyle c>0} が正の実数であるなら、函数 {\displaystyle c\cdot f} も多重劣調和的[9]。
  - {\displaystyle f_{1}} と {\displaystyle f_{2}} が多重劣調和函数であるなら、和 {\displaystyle f_{1}+f_{2}} も多重劣調和的[9]。

- 多重劣調和性は、局所的性質である。すなわち、函数が多重劣調和的であるとは、それが各点の近傍において多重列調和的であることと同値である。

- {\displaystyle f} が多重劣調和的であり、{\displaystyle \phi :\mathbb {R} \to \mathbb {R} } が単調増加な凸函数であるなら、{\displaystyle \phi \circ f} は多重劣調和的である。

- {\displaystyle f_{1}} と {\displaystyle f_{2}} が多重劣調和函数であるなら、函数 {\displaystyle f(x):=\max(f_{1}(x),f_{2}(x))} も多重劣調和的である[9]。

- {\displaystyle f_{1},f_{2},\dots } を多重劣調和函数の単調減少列とするなら、{\displaystyle f(x):=\lim _{n\to \infty }f_{n}(x)} も単調減少な多重劣調和函数である[9]。

- すべての連続な多重劣調和函数は、滑らかな多重劣調和函数の単調減少列の極限として得ることが出来る。さらに、この列は一様収束列として選ぶことが出来る [10]。

- 通常の半連続性における不等式条件は、等式として成立する。すなわち、{\displaystyle f} が多重列調和的であれば、次が成立する。

{\displaystyle \limsup _{x\to x_{0}}f(x)=f(x_{0})}
- 多重劣調和函数は、任意のケーラー計量に対して劣調和的である。

- したがって、多重劣調和函数は最大値原理を満たす。すなわち、{\displaystyle f} が連結開領域 {\displaystyle D} 上で多重劣調和的であり、ある点 {\displaystyle x_{0}\in D} に対して

{\displaystyle \sup _{x\in D}f(x)=f(x_{0})}
が成立するなら、{\displaystyle f} は定数である。

## 応用
複素解析において、多重劣調和函数は擬凸領域や正則領域、シュタイン多様体を表現するために用いられる。

## 岡の定理
多重劣調和函数の理論の主要な幾何的応用は、1942年に岡潔によって（特別な場合に）証明された有名な定理に見られる。
連続函数 {\displaystyle f\colon M\to {\mathbb {R} }} は、原像 {\displaystyle f^{-1}(]-\infty ,c])} がすべての {\displaystyle c\in {\mathbb {R} }} に対してコンパクトであるとき、階位函数 (exhaustion function) と呼ばれる。多重劣調和函数 f が強多重劣調和的（strongly plurisubharmonic）であるとは、M 上のあるケーラー形式 {\displaystyle \omega } に対して、{\displaystyle {\sqrt {-1}}(\partial {\bar {\partial }}f-\omega )} が正形式であることを言う。
岡の定理： M は、滑らかな強多重劣調和階位函数を持つ複素多様体とする。このとき、M はシュタイン多様体である。逆に、任意のシュタイン多様体はそのような函数を持つ。